# Timothée de Gaza
Pour les articles homonymes, voir Timothée.
Timothée de Gaza (en grec ancien Τιμόθεος) est un grammairien grec de la fin de l'Antiquité qui était actif sous le règne de l'empereur Anastase, entre 491 et 518. De sa vie, très peu de traces ont survécu. L’entomologiste F. S. Bodenheimer (1897-1959) rapporte dans son livre Timotheus of Gaza on animals que ce dernier aurait été l’élève de Horapollon, un philosophe égyptien. Il mentionne également un lexique byzantin, datant du milieu du Xe siècle, évoquant Timothée comme un homme instruit et auteur d’une tragédie portant sur la prélévation d’une taxe importante sur les artisans et les commerçants.

## Œuvres
Timothée de Gaza était l'auteur d'un manuel d'orthographe conservé au moins en partie (Κανόνες καθολικοὶ περὶ συντάξεως, Kanones katholikoi peri suntaxeôs). Ce manuel s’inscrit dans le courant de perfectionnement de la grammaire observée lors de la période impériale. Il est également auteur d'un discours aujourd'hui perdu sur l'impôt de la patente à l'attention de l'empereur (Τραγῳδια περὶ τοῦ δημοσίου τοῦ καλουμένου χρυσαργύρου, Tragôdia peri tou dèmosiou tou kaloumenou khrusargurou), et d'un traité Sur les animaux (Περὶ ζῳων, Peri zôôn) en quatre livres, dont on a conservé des fragments substantiels dans la Syllogé Constantini,.

## LeSur les animaux
Une partie du texte du traité Sur les animaux nous est parvenu sous forme d'extraits dans un ouvrage zoologique patronné par Constantin VII Porphyrogénète. Une autre partie provient d'une version condensée du traité datant du XIe siècle. Il n’existe pas de copie des documents originaux écrits par Timothée de Gaza, seuls des extraits sont repris dans des textes d’origine grecs et arabes. Sur les 16 extraits attribués à Timothée, 13 lui sont nommément attachés. Particulièrement des fragments de son poème Sur les animaux (Peri zôôn) sont intégrés dans une encyclopédie produite sous Constantin VII au Xe siècle appelée Syllogé Constantini. Le poème suit la même classification que les écrits d’Aritophane de Byzance en débutant avec la description des anges, des humains, des quadrupèdes, des oiseaux, puis de quelques poissons. Bien qu’il y ait un risque de réécriture par les auteurs médiévaux, les extraits attribués à Timothée de Gaza sont considérés comme relativement proche de l’original.
Un siècle plus tard, une version condensée byzantine présente d’autres extraits. C’est d’ailleurs de cette dernière que provient la traduction anglaise des zoologues Bodenheimer et Rabinowitz dans leur ouvrage Timotheus of Gaza, On animals : peri zōōn : fragments of a byzantine paraphrase of an animal-book of the 5th century A.D. publié en 1949. Finalement, entre les Xe et XIIe siècles, on retrouve plusieurs mentions de son travail dans la littérature arabe. Notamment dans une encyclopédie du philosophe Al-Tawhīdī, ainsi que dans le traité du médecin perse Al-Marwazī.
Les mentions de son ouvrage chez les auteurs arabes, et chez certains grecs, montrent la valeur attribuée à ses écrits. Tenu en grande estime, Timothée était considéré comme une autorité en zoologie aux côtés d’Oppien d’Apamée et d’Élien, dit le Sophiste dans les écrits du grammairien Johannes Tzetzes (XIIe s.). Le traité s’inspire d’ailleurs allègrement des travaux d’Oppien, qui est considéré comme un auteur fantaisiste. Bien que les fragments retrouvés soient rudimentaires, Bodenheimer et Rabinowitz estiments les entrées beaucoup plus nombreuses dans l’œuvre original, supposant qu’elle était probablement utilisée comme matériel de classe.

### Contenu de l'œuvre
L’œuvre de Timothée se divise en quatre volumes portant principalement sur les mammifères, les oiseaux et les reptiles. Son espace d’étude se situe couvre une partie de l’Afrique, du Proche-Orient et de l’Inde. De ce qui a survécu, on constate un manque d’information sur les oiseaux et la faune sous-marine. Il n’y a pas d’information sur les invertébrés comme les insectes ou les arachnides, les fragments les mieux préservées portent surtout sur les quadrupèdes. Par exemple, Timothée explique la dentition d’un crocodile comme étant deux choses opposées, mais s’imbriquant l’une dans l’autre comme des mâchoires (άντίπεπηγότες άλλήλσις οί ỏδóντες). On y voit également une description de l’éléphant qui serait doté de parole. Un autre extrait de l’œuvre note l’existence de deux races différentes de panthères, notion présentée uniquement chez Timothée et Oppien d’Apamée. Ces deux races pourraient par contre venir d’une erreur de nomenclature entre la panthère (pardalis) et le guépard (panthêr) qui sont en réalité dans deux sous-familles distinctes dans la classification des espèces. Le guépard est d’ailleurs considéré comme un ‘super-hybrid’, car il proviendrait de plus de deux espèces. Son nom (panthêr) signifie tout animal, ce qui explique le mythe qui l’indique venant de l'hyène, la panthère, le lion, le lièvre, le chamois et la gazelle.
Un passage en particulier attire l’attention, soit l’explication de l’origine hybride de la girafe. Timothée de Gaza est l’un des trois auteurs grecs à avancer l’hypothèse que l’animal serait le résultat d’une union entre le chameau et la panthère. Cette notion est reprise par Al-Qazwīnī qui cite l’auteur sous le nom de Ṭihmān le Sage. L’auteur évoque le récit d’animaux se rencontrant aux oasis afin de se désaltérer. Aux points d’eau, certains pourraient s’accoupler avec d’autres espèces, créant ainsi les hybrides, comme la girafe, ou encore le simʿ (croisement d’une hyène mâle et d’une louve). Si le principe d’hybridation remonte aux écrits d’Aristote, le zoologue arabe attribue à Timothée de Gaza le cas spécial de la girafe<refBuquet 2013, p. 127.</ref >. Le récit de la rencontre aux points d’eau semble toutefois être un ajout d’Al-Qazwīnī, car il n’est pas présent dans les extraits retrouvés du traité Sur les animaux. D’autres hybrides sont mentionnées comme le léopard qui serait le résultat d’une union entre une panthère mâle et une lionne. Cet exemple précis remonte aux écrits de Pline l’ancien qui dénonçait l’adultère des deux animaux, notion reprise chez Timothée de Gaza, ce qui donne un indice des sources sur lesquelles il s’est basé pour composer son traité.
L’extrait sur la girafe comporte des mentions de vraies bêtes amenés à Constantinople, ce qui est unique à cette entrée. Les autres explications sur les grands et petits félins ne parlent pas directement d’animaux observés et mêlent mythes et folklore dans leurs descriptions. De plus, Thierry Buquet rapporte qu’« il n’y a aucun renvoi aux termes vernaculaires employés dans l’Antiquité tardive ou dans la période médio-byzantine ». Le traité de Timothée de Gaza implique donc davantage des animaux philologiques qu’une zoologie réaliste. Également, certains extraits sont cités dans les écrits du médecin et zoologue perse Al-Marwazī. Ses documents datant du XIIe siècle portent principalement sur les mammifères comme le lion et le rhinocéros. Il reprend la rencontre de girafe aux oasis, mais sans l’hypothèse d’union entre deux espèces. On retrouve également des mentions de créatures fabuleuses, comme le catoblépas, sorte de buffle avec un cou incliné vers l’avant à cause de sa tête trop lourde. Malgré les multiples mentions chez différents auteurs, il n’y a pas de traduction arabe des écrits de Timothée retrouvée à ce jour.
Un détail linguistique interpelle dans une des entrées du traité, soit celle concernant le bison, animal observé dans le territoire de Thrace. Mentionné chez plusieurs auteurs antiques, on remarque l’emploi de multiples variantes du mot qui semblent malgré tout désigner le même animal. Chez les auteurs latins, la dénomination uison s’inspire du mot germanique wisund, alors que le mot grec semble s’inspirer d’une langue locale de Péonie, donnant βίσων. Les mentions grecques sont plus récentes que celles latines, se situant du IIe siècle avec le voyageur Pausanias au IIIe siècle avec Oppien. Timothée de Gaza est la dernière occurrence avec l’utilisation du nominatif singulier (βίσων).

### Différences avec Oppien
Dans un extrait de Timothée de Gaza sur les chevaux, il explique que, lorsque les éleveurs souhaitent un cheval avec une robe noire tachetée de blanc, ils mettaient une image d’un tel animal près de l’abreuvoir afin que les juments puissent la regarder lorsqu’elles buvaient. Oppien rapporte l’histoire différemment, un étalon vivant avec la robe souhaitée est amené, plutôt qu’une simple image. Certains auteurs, soutenant l’hypothèse qu’Oppien fut une inspiration majeure pour Timothée, supposent que ce dernier a mal transcrit l’histoire de la reproduction des chevaux. Toutefois, un document attribué à Julius Africanus (IIe-IIIe s.) rapporte la même version que le grammairien grec, ce qui penche en faveur des auteurs, comme M. Wellmann, qui soutiennent que Timothée et Oppien s’inspirent plutôt de sources plus anciennes.
D’autres arguments sont mis de l’avant quant à l’indépendance de Timothée par rapport à Oppien. Dans les écrits de ce dernier, cinq espèces de loups sont mentionnées, mais la dernière ne comporte pas de nom spécifique. Dans l’ouvrage de Timothée, toutes les espèces sont nommées, de même que la cinquième, il ne pouvait donc pas dépendre de son prédécesseur. Finalement, il est rapporté l’histoire d’un âne sauvage qui castrait les garçons naissants ar jalousie. Cette histoire est présente dans le bestiaire chrétien Physiologus daté entre le IIe et le IVe siècle, ainsi que dans une œuvre d’Oppien. Une version quelque peu différente est montrée dans les récits d’Élien (IIe-IIIe siècle) où les bébés sont tués par l’âne. Timothée connaissant les deux versions, il n’est donc pas possible qu’il puisse avoir tiré cette histoire d’Oppien.
Le traité Sur les animaux s’inspire donc d’Oppien sans en faire une copie simplement remaniée. À travers son ouvrage, on constate que Timothée se base davantage sur l’Histoire des animaux écrit au IVe siècle AEC par Aristote, il le paraphrase à plusieurs reprises et mentionne directement le philosophe grec. Il est également possible de voir l’influence des écrits d’Élien, mais il est difficile de déterminer ce qui vient directement de cet auteur alors que plusieurs autres ont écrit sur un sujet similaire et pendant la même période. 

## Œuvres
- (la) Timothée de Gaza, Anecdota Parisiensa IV, texte édité par A. Cramer, 1841 (réédité en 1967), p. 239-244.
- (en) Timothée de Gaza, On Animals. Fragments of a Greek paraphrase of an animal-book of the 5th century A.D., texte traduit, commenté et annoté par F.S. Bodenheimer et A. Rabinowitz, Paris/Leiden, Académie internationale d'histoire des sciences/E.J. Brill éditeurs, 1949.